# Younès Nezar
 (août 2025).
Younès Nezar, né le 11 août 1997, est un athlète français, spécialiste du 100 mètres.

## Biographie
Originaire de la région lyonnaise, Younès Nezar pratique d'abord le judo à un bon niveau au point d'intégrer un Pôle Espoir au lycée. Ceinture noire et vice-champion de France par équipe, il commence l'athlétisme sur le tard. En 2021 (il a alors 23 ans) la pandémie de Covid-19 lors de laquelle les dojos sont fermés le pousse à fréquenter la piste en face de chez lui.
Etudiant en ingénierie biomédicale à CentraleSupélec (Promo 2020), c'est en travaillant dans les hôpitaux que son désir d'engagement prend forme. Eco-anxieux, sa rencontre avec Jean-Marc Jancovici est également fondatrice dans sa prise de conscience. Devenu ingénieur en décarbonation à l'Assistance Publique des Hôpitaux de Paris, l'idée de créer un collectif d'athlètes engagés pour la défense de l'environnement fait son chemin. En 2022, il devient également diplômé d'un master de politiques publiques à Science Po,,.
En janvier 2024, à l'Académie du Climat, il cofonde avec Mathéo Gabon (sprinteur) et Amélie Clerc (escrimeuse) l'association des Climatosportifs. Ceci fait suit à la rencontre des trois sportifs lors d'ateliers organisés par le Shift Project. L'association sensibilise les acteurs du monde du sport, pratiquants comment décideurs, aux enjeux environnementaux avec comme objectif d'utiliser le sport comme levier d'incitation à l'action. En février 2024, les membres fondateurs présentent une ''charte pour un sportif responsable'' décliné en sept points : la mobilité, l'alimentation, les sponsors, les équipements, la communication et l'évolution du sport. Fin mars 2025, l'association comptait 40 membres, notamment indentifiable par des manchettes aux couleurs des ''warming stripes'' porté lors des compétitions,,,,.
Qualifié pour les Championnats de France 2025 grâce à son nouveau record personnel sur 100 m (10''44s), Younès Nezar termine 7e de sa série en 10''78 s.,

## Records
| Epreuve       | Performance | Lieu    | Date             |
| ------------- | ----------- | ------- | ---------------- |
| 60 m (salle)  | 6''80 s     | Aubière | 18 janvier 2025  |
| 100 m         | 10''44 s    | Blois   | 18 mai 2025      |
| 200 m (salle) | 22''57 s    | Lyon    | 17 décembre 2022 |
| 200 m         | 21''98 s    | Paris   | 21 juin 2023     |